# Volpara
Volpara är en ort och kommun i provinsen Pavia i regionen Lombardiet i Italien. Kommunen hade 125 invånare (2018).